# Naslovni profesor
Naslovni profesor je osoba izabrana za profesora na sveučilištu ili inoj visokoškolskoj ustanovi, ali bez primanja u radni odnos, pa u visokom školstvu radi kao vanjski suradnik. Za izbor u naslovnog izvanrednog, odnosno naslovnog redovitog profesora potrebni su isti znanstveni i pedagoški uvjeti kao i za izbor u profesora u radnom odnosu.
Naslovni profesor postoji i u dugim sustavima, s istim nazivima (u Njemačkoj, Austriji, odnosno Švicarskoj: Titularprofessor), ili s donekle razlićitima: pridruženi profesor (adjunct professor´) u Sjedinjenim Državama Amerike, ugovorni profesor (professore a contratto) u Italiji itd. Njihova prava i njihove obaveze se razlikuju od države do države.